# Curtiss SB2C Helldiver
Curtiss SB2C Helldiver var en amerikansk hangarfartygsbaserad störtbombare utvecklad för US Navy under andra världskriget. Den ersatte den tidigare störtbombaren Douglas SBD Dauntless.

## Användare
- Australiens flygvapen
- Frankrikes flotta Aviation Navale
- Greklands flygvapen
- Italiens flygvapen
- Portugal
  -  Portugals flotta
  -  Portugals flygvapen
- Royal Navy Fleet Air Arm
- Thailands flygvapen
- USA
  -  US Army Air Forces
  -  USA:s flotta